# Estor
Un estor o cortineta transparent és una mena de cortina de tela fina que permet, en el cas dels estor i certs tipus de cortinetes transparents, el pas de la llum de forma somorta, existint també uns altres tipus de cortinetes transparents que no impedeixen totalment veure-hi a través d'elles. Es confeccionen amb teixits translúcids o transparents segons el cas, sent els més habituals els de fil i els de lli.

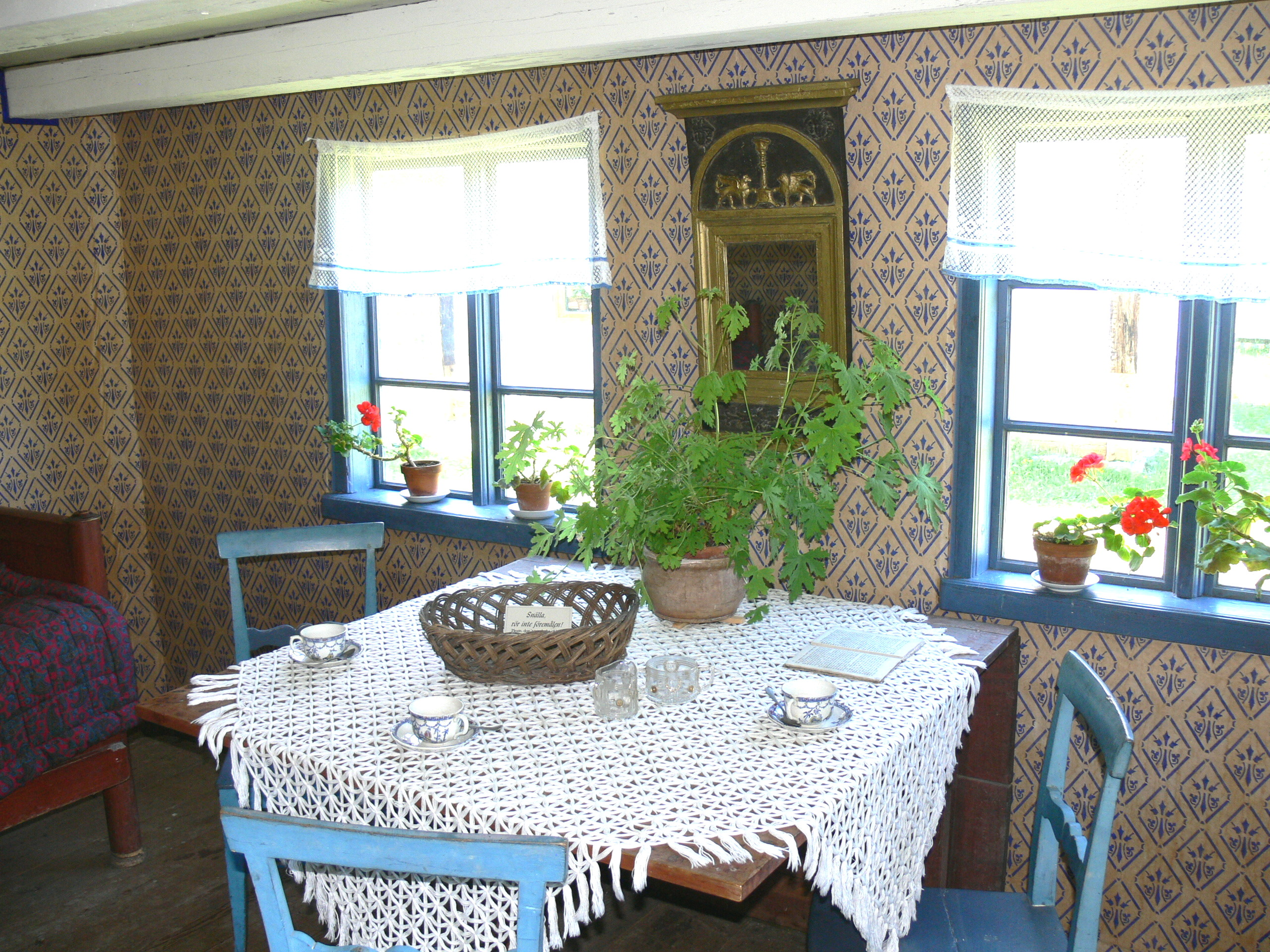
Finestres amb cortinetes transparents fixes

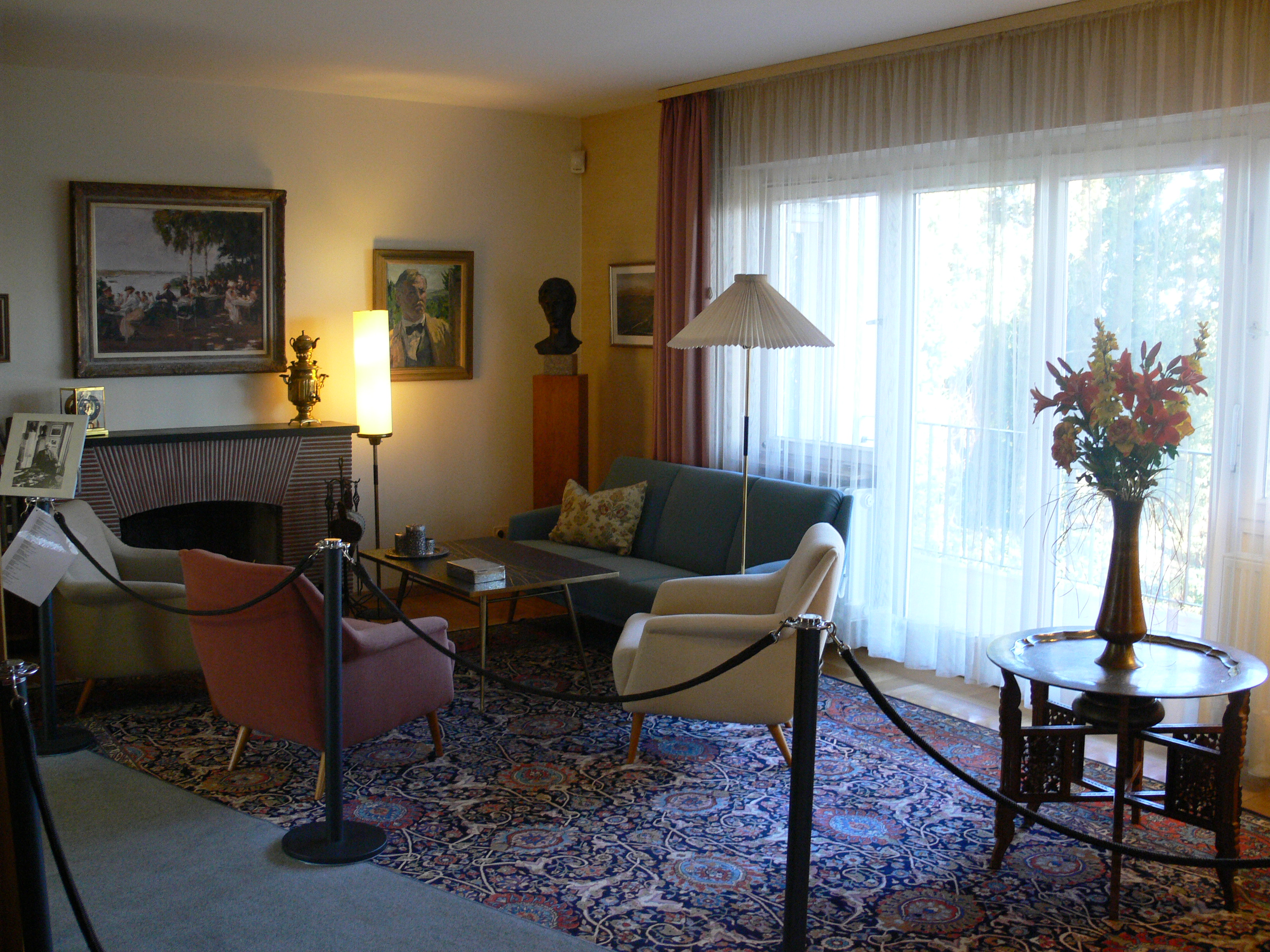
Finestres amb cortinetes transparents de riell

Les cortinetes transparents es posen sovint combinades amb cortines utilitzant aquestes últimes quan cal total intimitat o absència de llum i les cortinetes transparents en la resta de situacions.
Els estors normalment es pleguen (o bé s'enrotllen) en sentit vertical, actuats mitjançant uns cordons que pengen d'un costat, en canvi les cortinetes transparents poden col·locar-se al davant de les finestres o collades a elles mitjançant els següents sistemes:
- Riell. S'enganxen a diversos rodaments que corren sobre un rail. El primer d'ells es mou en tirar d'un cordó arrossegant en el seu moviment a la resta.
- Barra rodona. La cortineta transparent s'uneix a unes volanderes que actuen inserides en una barra sobre la qual corren. Es mouen amb la mà o mitjançant una vareta rígida que va cosida a la tela.
- Vareta de finestra. S'uneixen a una vareta que va fixada directament a una finestra.[2]

També hi ha altres sistemes de cortinetes transparents fixes que cobreixen totalment o parcialment les finestres i les galeries decoratives de fusta que oculten els mecanismes de la cortina.